# Delta Profronde 2005
La Delta Profronde 2005, quarantacinquesima edizione della corsa, valida come evento del circuito UCI Europe Tour 2005 categoria 1.1, fu disputata il 24 settembre 2005 per un percorso di 202 km. Fu vinta dall'olandese Bram de Groot al traguardo in 4h 17' 09" alla media di 47,13 km/h.
Furono 157 ciclisti in totale a portare a termine la gara.

## Ordine d'arrivo (Top 10)
| Pos. | Corridore         | Squadra       | Tempo    |
| ---- | ----------------- | ------------- | -------- |
| 1    | Bram de Groot     | Rabobank      | 4h17'09" |
| 2    | Theo Eltink       | Rabobank      | a 14"    |
| 3    | Frédéric Amorison | Davitamon     | a 16"    |
| 4    | Marcel Sieberg    | Team Lamonta  | a 17"    |
| 5    | Rik Reinerink     | Shimano       | a 19"    |
| 6    | Stefan van Dijk   | Mr Bookmaker  | a 21"    |
| 7    | Steven Caethoven  | Choc. Jacques | s.t.     |
| 8    | Lloyd Mondory     | AG2R Prév.    | s.t.     |
| 9    | Steffen Radochla  | Wiesenhof     | s.t.     |
| 10   | Julien Smink      | Shimano       | s.t.     |